# Fangophilina kirkpatricki
Fangophilina kirkpatricki är en svampdjursart som beskrevs av Lendenfeld 1907. Fangophilina kirkpatricki ingår i släktet Fangophilina och familjen Tetillidae.
Artens utbredningsområde är havet utanför Kap Verde. Inga underarter finns listade i Catalogue of Life.